# International Typeface Corporation

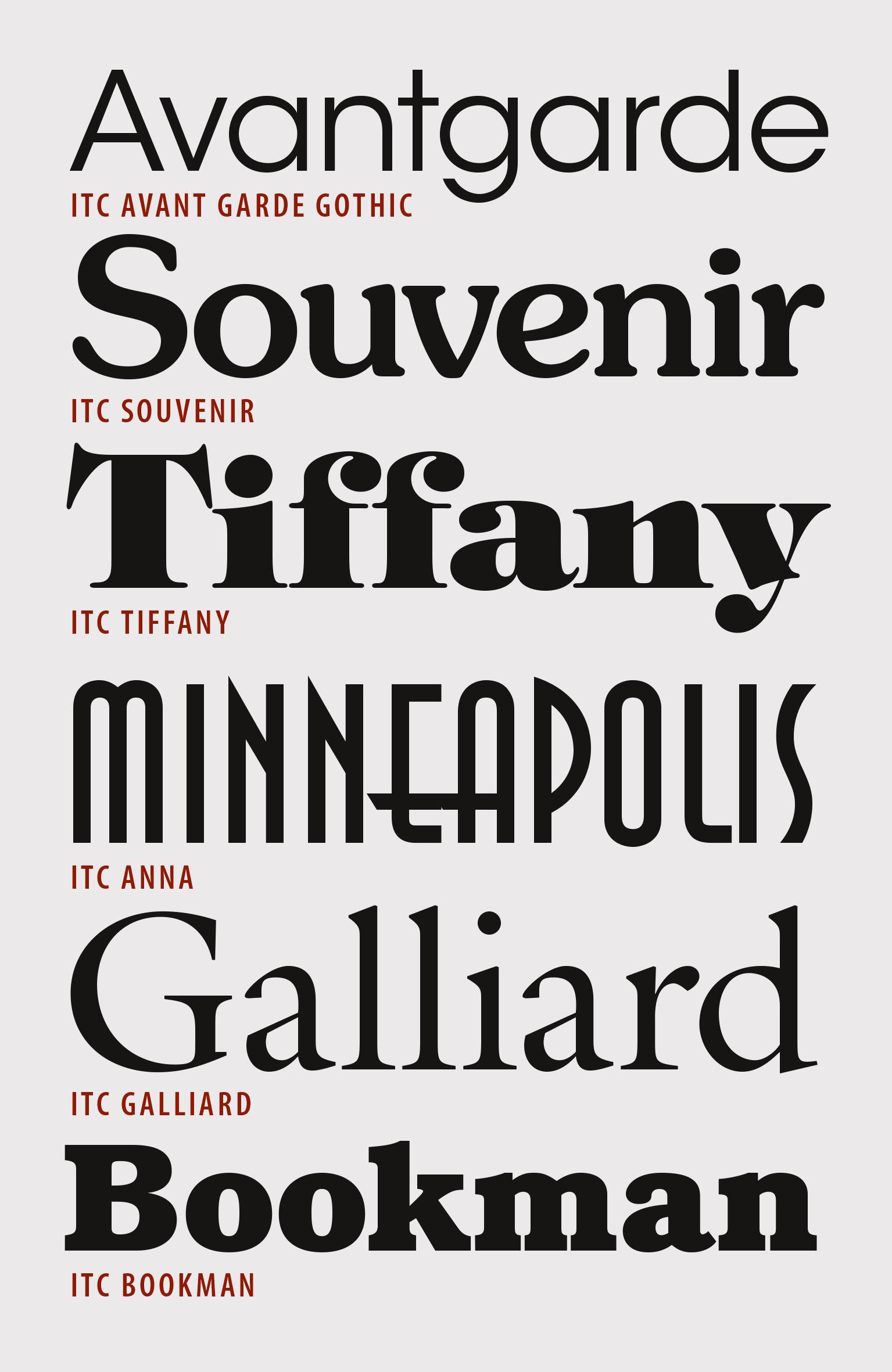
Examples of typeface

La International Typeface Corporation es una empresa de diseño tipográfico. Fue creada en 1970 por Herb Lubalin y Aaron Burns junto con Ed Rondthaler de Photo Lettering Inc. para comercializar nuevos diseños de tipos y versiones de alfabetos clásicos para fotocomposición. La necesidad de dignificar la profesión de diseñador de tipos y la creación de un soporte legal para apoyar su trabajo creativo está en el origen de la creación de la ITC. 
En un principio fueron los tipos creados por Lubalin y Burns los que empezaron a difundirse, pero pronto se distribuyeron diseños de otros diseñadores. Los derechos de autor se pagarían por el uso del tipo, de manera que el éxito del diseño beneficiaría directamente a su creador. Era un intento de frenar las infracciones al derecho de autor que, en todas las épocas ha afectado al mundo de la tipografía pero que se veía agravado por la facilidad de duplicar los originales fotográficos.
ITC lanzó en 1971 una selección de fuentes entre las que destacaba Avant Garde de Herb Lubalin y Tom Carnase, una escritura creada a partir de los juegos tipográficos empleados en la revista del mismo nombre. Avant Garde es, en cierto modo, una revaluación de Futura en la línea de un tipo de palo capaz de soportar la composición apretada y cuyas peculires ligaduras parecen carecer de sentido al margen de la revista creada por Lubalin.
Después apareció Souvenir, un rediseño obra de Ed Benguiat, sobre un tipo de finales del XIX de la ATF. Souvenir era una familia completa de tipo con remate que incorporaba un gran número de variantes.
Para la difusión de sus fuentes así como para la discusión de ideas sobre tipografía, ITC creó un boletín, la revista Upper & lower case, U&lc, cuyo primer apareció en 1973 y que en la actualidad puede alcanzar un millón de clientes en todo el mundo. Upper & lower case contó con Lubalin como primer director de arte y mostró su gusto por el diseño apelmazado y la composición apretada. La, a menudo, ausencia de contenido reforzó su aspecto superficial y la concepción del texto seguido como un elemento compositivo esencialmente decorativo.
En el primer número de la publicación se aludía al problema del pirateo de fuentes. Rondthaler escribía que “la fotografía ha sido la salvación tecnológica del negocio de la composición tipográfica, pero cuando se utiliza sin ética, no hace sino robar al diseñador tipográfico sus medios de vida. Y todavía puede hacer algo aún peor que eso. Actualmente está amenazando con sumir en el caos al brazo creativo de la industria”. Rondthaler pedía a los diseñadores que boicotearan a los suministradores que no respetaran las normas de patentes que era la principal causa de esta situación.
El impulso de ITC consiguió que se pensara en algún tipo de normativa para preservar estos derechos. ITC se convirtió en la compañía dominante del diseño de tipos.